# БТР-4
БТР-4 „Буцефал“ е украински амфибиен бронетранспортьор, със задвижване на всяко от 8-те колела (8х8). На въоръжение е от 2008 г. в 4 държави по целия свят. В периода 2008 – 2019 г. са произведени близо 126 бройки в различни варианти. „Буцефал“ съчетава функциите на бронетранспортьор и бойна машина на пехотата за огнева подкрепа на самоходни оръдия на бойното поле.

## История
Разработката на бронетранспортьора е стартирана през 2002 г. от Харковското конструкторско бюро по машиностроене, по инициатива в рамките на темата на работа по развитие „Топ“.
Прототипът на машината е показан за първи път през 2006 г. на изложението Aerosvit-XXI. Серията БТР-4 стартира в края на 2008.
През февруари 2009 г. версията БТР-4, оборудвана с боен модул БМ-7 Parus, е представена за първи път на изложението за оръжие IDEX-2009.

## Варианти
- БТР-4Е – модификация на линейната версия с бойния модул БМ-7 „Парус“, разработен за Ирак.
  - БТР-4Е1 – модификация на БТР-4Е с подобрена защита (благодарение на инсталирането на навесна броня).
- БТР-4МВ – в сравнение с БТР-4Е бяха направени следните промени в дизайна: нова форма на корпуса в носовата част, която увеличава степента на защита в челната проекция (няма бронепрозорци и странични врати за командира и водача за които има отделни люкове).
  - БТР-4МВ1 – вариант БТР-4МВ с подобрена защита (монтирана навесна броня, бойният модул е затворен с решетъчен екран).
- БТР-4М – модификация за индонезийския морски корпус с допълнителни поплавъци, в стандартната версия е оборудван с боен модул БМ-7 „Парус“ с 30-мм автоматично оръдие ЗТМ-1, 30-мм автоматичен гранатомет и 7,62 мм калибър PKT, противотанкова система с насочена ракета „Бариера“.

## Автомобили на базата на БТР-4
- БРМ-4К – бойна разузнавателна машина.
- МВП-4К – машина за огнева поддръжка.
- БММ-4С – бронирана медицинска машина.
  - БСЕМ-4К – бронирана санитарна евакуационна машина, направени за Ирак.
- БРЕМ-4 – бронирана машина за ремонт и евакуация.
  - БРЕМ-4К – направени за Ирак.
  - БРЕМ-4РМ.
- БТР-4К – командирска машина, направени за Ирак.
- БТР-4КШ – командно-щабна машина, направени за Ирак[2].

- Бойна разузнавателна машина БРМ-4К (Силует)
- Машина за огнева поддръжка МВП-4К (Силует)
- Бронирана санитарна евакуационна машина БСЕМ-4К (Силует)
- Бронирана машина за ремонт и евакуация БРЕМ-4К (Силует)
- Командир машина БТР-4К (Силует)
- Командно-щабна машина БТР-4КШ (Силует)

## Оператори
- Ирак – 85
- Индонезия – 5
- Нигерия – 10
- Украйна – 140